# Марьин источник
Марьин источник — родник в окрестностях Ростова Великого и Переславля-Залесского, открытый водозабор питьевой воды. Располагается на реке Круглая (приток Сары) вблизи села Краснораменье Петровского поселения Ростовского района Ярославской области. Благоустроен попечением иерея Вадима Ковальчука, настоятеля Преображенского храма села Спас-Смердина. В 2006 году здесь сооружена купальня для крещения.
В настоящее время родник путают с другим, расположенным у села Филимоново.

## Памятный знак
26 декабря 2017 года с благословения благочинного Петровского округа иерея Алексия Пакина над речкой установлен памятный знак — крытый столб с иконой равноапостольной Марии Магдалины и надписью: «Марьин источник». Святое место является самой доступной частью достопримечательного места «Гора святой Марии». В 2019 году устроены новые сходни и в крещенский сочельник состоялось великое освящение воды.

## Воспоминания старожилов
Вспоминает матушка Елена Чернышева:
«Мы добирались на машине до мостика через реку и шли узкой тропинкой, местами топкой, вдоль берега вниз по течению. Метрах в тридцати от дороги в русле была вырыта яма глубиной до плеч взрослому и размером примерно два на два метра. В нее с шумом устремлялась вода, образуя небольшой водопад. В тихую погоду шум падающей воды был слышен и от дороги. Местные ходили туда окунаться в святую воду. То, что вода в реке святая и берёт начало от источника в монастыре, разрушенном при польском нашествии, никто никогда не сомневался. Говорили, что в лесу все еще просматриваются заросшие фундаменты монастырских построек. Мы с детьми пытались найти их, поднимаясь по течению вверх, но, не имея опыта, могли только гадать, как сейчас выглядят руины, и, конечно, ничего не нашли. Также, местные женщины рассказывали нам предание о колоколе, спрятанном от опасности перед нападением поляков на монастырь, в озерце, из которого и вытекает речка»

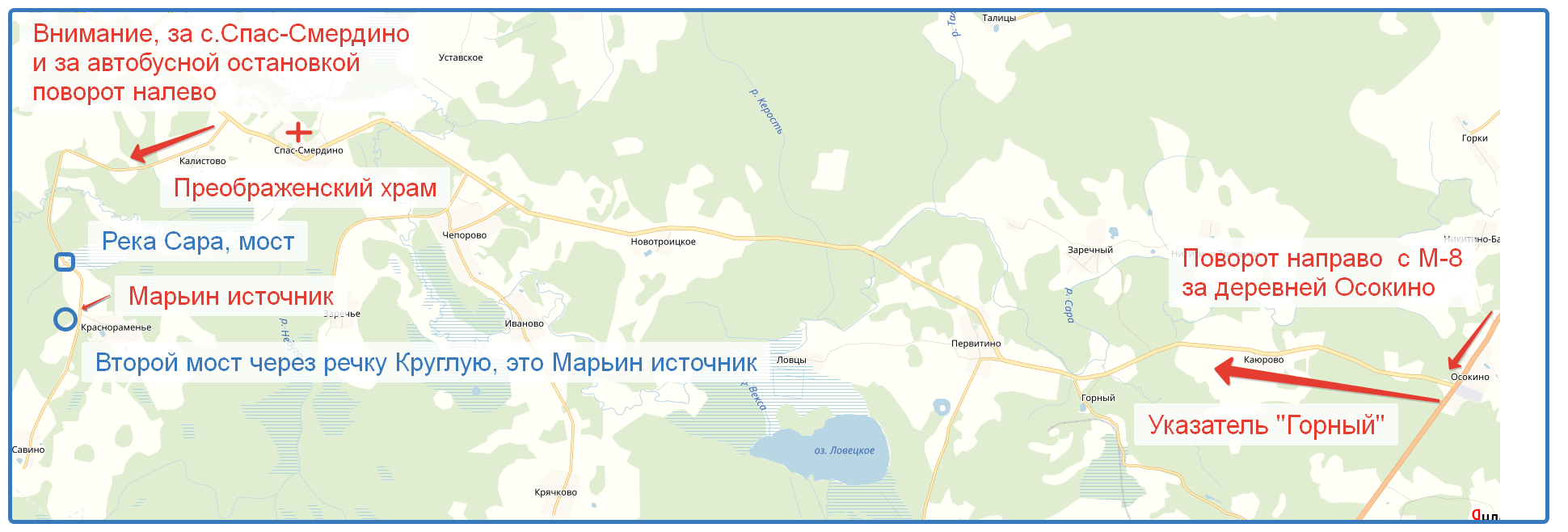
Схема проезда